# Disney Village
Disney Village, anteriorment Festival Disney, és un complex d'oci, cultural i gastronòmic que es troba dins de Disneyland Resort París.
El complex dissenyat originàriament per Frank Gehry comptava amb unes columnes metàl·liques que suportaven una malla amb la que se simulava un cel estrellat. Després la malla fou retirada quedant les columnes decorades amb globus lumínics de diferents colors.
Al Disney Village es poden trobar diferents establiments el Cafè Mickey, un Rainforest Café, McDonald's i Planet Hollywood a banda de diversos espectacles i una sala de cinema IMAX.